# Muslim ibn Aqil

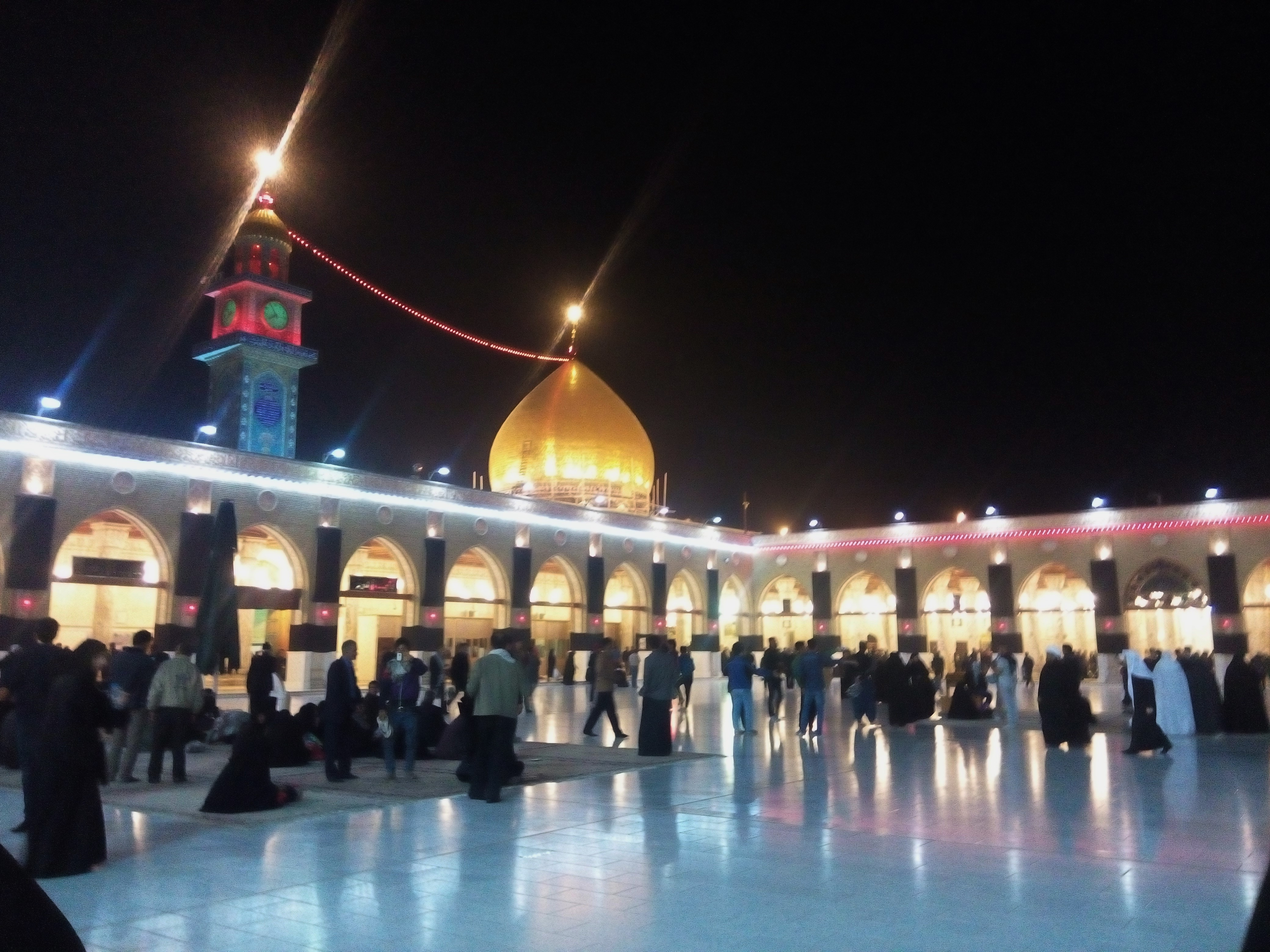
Muslim ibn Aqils helgedom i Kufa, Irak.

Muslim ibn Aqil (arabiska: مُسْلِم ٱبْن عَقِيل) var son till Aqil ibn Abi Talib och den första shiaimamen Ali ibn Abi Talibs brorson. Han var känd för sin kunskap och tapperhet och han bodde i Mecka. När den tredje shiaimamen Husayn ibn Ali skickade honom till Kufa svor tusentals personer allians till honom, men Ubaydullah ibn Ziyad splittrade dem med löften och hot. Muslim blev kvar ensam, arresterades och led martyrdöden.